# Sya (Svezia)
Sya è un'area urbana della Svezia situata nel comune di Mjölby, contea di Östergötland.
La popolazione risultante dal censimento 2010 era di 306 abitanti .